# Ibitirama
Ibitirama är en kommun i Brasilien.   Den ligger i delstaten Espírito Santo, i den sydöstra delen av landet, 800 km sydost om huvudstaden Brasília. Antalet invånare är 8 964. Arean är 329 kvadratkilometer.
Terrängen i Ibitirama är varierad.
Omgivningarna runt Ibitirama är huvudsakligen savann. Runt Ibitirama är det ganska glesbefolkat, med 38 invånare per kvadratkilometer.